# Karmir Blur
Karmir Blur (armeniska: Կարմիր Բլուր) är en fornlämning i Armenien.   Den ligger i provinsen Jerevan, i den centrala delen av landet, i huvudstaden Jerevan. Karmir Blur ligger 914 meter över havet.
Terrängen runt Karmir Blur är platt åt sydväst, men åt nordost är den kuperad. Runt Karmir Blur är det ganska tätbefolkat, med 155 invånare per kvadratkilometer. Närmaste större samhälle är Jerevan, 5,7 kilometer nordost om Karmir Blur.
Trakten runt Karmir Blur består i huvudsak av gräsmarker.